# Рыбья упряжка
«Рыбья упряжка» — советский кукольный мультипликационный фильм, снятый режиссёром Станиславом Соколовым на студии «Союзмультфильм» в 1982 году по сценарию Владимира Глоцера и Геннадия Снегирёва. Состоит из трёх сюжетов, в основе которых — ительменские сказки «Ворон Кутх» и «Улитка» и эскимосская сказка «Букашка-путешественница». Лауреат 1-го приза пятого международного кинофестиваля сказочных фильмов в Оденсе (1983).

## Сюжет
По сказкам народов Севера.
При свете северного сияния танцует обвешанный амулетами шаман в маске ворона, иногда надевая маски букашки и улитки. Появляются и начинают танцевать вокруг шамана другие фигуры в масках. В танце они проходят мимо чума. В чуме у горящего очага сидят старик и ребёнок. Старик вырезает ножом фигурки. Получившуюся фигурку ворона он раскрашивает кистью.

### «Ворон Кутх»
В вороньем чуме ворон Кутх лежит и ждёт, когда сварится еда в котле. Ворона, помешивая варево ложкой, убеждается, что еда ещё не готова и снимает рыбу с верёвки. Ворон притворяется, что у него болит голова. Ворона выходит из чума, который, оказывается, стоит в гнезде на дереве, и куда-то улетает. Ворон снимает с верёвки и съедает рыбу. Возвращается и снова улетает ворона. Ворон доедает последнюю рыбу.
Вернувшаяся ворона злится, что вся рыба съедена и посылает ворона наловить рыбы на зиму, пока море не замёрзло. Ворон берёт сачок, садится на нарты и уезжает ловить рыбу. В пути он мечтает поймать огромную рыбу, но его мечты обрываются врезанием в сугроб. Приехав на берег, ворон закидывает удочки, ложится на нарты и засыпает. Начинается клёв. Ворон одну за одной вытаскивает на берег с десяток рыб. Мелких рыб он выбрасывает обратно в воду, со словами «Я вас не приглашал». Большие рыбы, горбуши, спрашивают ворона: «Зачем ты нас вытащил из моря?». Ворон отвечает, что его хозяйка приглашает их в гости. Рыбы обрадованно скачут и соглашаются поехать в гости. Ворон, мотивируя это своей усталостью, запрягает рыб в упряжку, а сам ложится в неё.
Уже почти в конце дороги обессиленные горбуши стали просить, чтобы Кутх покормил их. Ворон бросил рыбам запасённые ещё на берегу ракушки. Рыбы посмотрели на пустые ракушки, развернулись и, откуда только силы взялись, побежали в сторону моря, таща за собой сани, едва ворон в них удержался. Так добежали они до моря и вместе в нартами и вороном в него спрыгнули. Мокрый ворон вылез на берег, отряхнулся, грозя кулаком, прокаркал какие-то ругательства и пошёл обратно. В чуме мокрого ворона встретила грозная хозяйка. На все её вопросы о том, где рыба, где нарты, где удочки, где сам был, очумелый ворон отвечал одно и то же: «в море».

### «Букашка-путешественница»
Под северным сиянием продолжаются танцы вокруг шамана-Ворона. Теперь на фигурах маски рыб. В чуме старик вырезает новую фигурку. Теперь это какая-то букашка.
На весеннем солнечном лугу распустились цветы. Букашка смотрит по сторонам. Вокруг жужжит комар. Букашка прячется в норку от ветра, но затем выходит и решает прогуляться. Прибегает какой-то жук, спрашивает, что букашка ищет. Та отвечает, что путешествует. Жук объясняет, что чтобы путешествовать, надо идти прямо и прямо, тогда всё увидишь.
Букашка идёт прямо. Ей встречается муха, которая просит после путешествия рассказать ей обо всём. Букашка доходит до какого-то водоёма и там её пугает зубастая рыба. Букашка падает в обморок. Очнувшись, она в страхе убегает, но натыкается на камень. На верхушке камня её пугает огромный жук-олень.
Вернувшись к мухе, букашка рассказывает ей, что обошла всю землю, видела море, «страшного кита» (водоём с рыбой), «высокую гору» (камень), «свирепого медведя» (жука-оленя). Муха называет букашку вруньей и улетает. Обиженная букашка романтично замечает: «Подумаешь, всё она знает. А какие волны были!».

### «Улитка»
Фигуры в масках рыб продолжают танцевать. Дед в чуме покрасил новую фигурку. Теперь это улитка.
Под водой медленно ползёт улитка. На дне она видит амулеты охотника, уронившего их с лодки, одевает их на шею и собирается их вернуть хозяину. По пути к поверхности её пугает непонятное звенящее сияние, но она продолжает путь. Доплыв до берега, улитка выбирается на него и ползёт к людям.
Обойдя несколько чумов, в которых горит яркий свет, которого улитка не любит, она находит чум, в котором сидят давешние старик с ребёнком. Те, накрыв очаг миской, приглашают улитку в гости. Улитка отдаёт старику найденные амулеты. Дед благодарит её и предлагает поесть с ними рыбки, но улитка рыбу не ест. Мальчик предлагает улитке сухих ягод, но улитка их тоже не хочет. Тогда старик угощает улитку кедровыми орешками, и та выползает из своей ракушки. Ракушка начинает сверкать, из неё вылетают яркие духи морских животных. Мальчик догадывается, что улитка волшебная. Духи играют на музыкальных инструментах. Всем весело. Один из духов случайно переворачивает миску, накрывавшую очаг. Улитка вскрикивает и уползает.
На берегу улитка восхищается: «Вот ведь какие, всем угощали, светильник ради меня накрыли», потом возвращается в воду и скрывается в её глубинах.

## Съёмочная группа
| Авторы сценария           | Владимир Глоцер, Геннадий Снегирёв |
| Режиссёр                  | Станислав Соколов |
| Художники-постановщики    | Елена Ливанова, Станислав Соколов |
| Ассистент художника       | М. Стрельчук |
| Художники-мультипликаторы | Елена Гагарина, Сергей Косицын, Лидия Маятникова, Ольга Панокина, Михаил Письман, Алла Соловьёва |
| Куклы и декорации         | Владимир Аббакумов, Наталия Барковская, Александр Беляев, Сергей Галкин, Наталия Гринберг, Виктор Гришин, Павел Гусев, Михаил Колтунов, Александр Максимов, Олег Масаинов, Нина Молева, Валерий Петров, Людмила Рубан, Галина Филиппова, Марина Чеснокова, Семён Этлис |
| Кинооператор              | Владимир Сидоров |
| Монтажёр                  | Галина Филатова |
| Композитор                | Шандор Каллош |
| Звукооператор             | Владимир Кутузов |
| Редактор                  | Наталья Абрамова |
| Директор съёмочной группы | Григорий Хмара |
| Роли озвучивали           | Александр Баранов, Вячеслав Богачёв, Анна Каменкова, Клара Румянова, Нина Русланова |

## Технические данные
| Название          | «Рыбья упряжка»                            |
| Тип               | объёмный                                   |
| Продолжительность | 18 минут 54 секунды или 18 минут 50 секунд |
| Киностудия        | «Союзмультфильм»                           |
| Дата производства | 1982 год                                   |

## Призы
- 1983 — 1-й приз пятого международного кинофестиваля сказочных фильмов в Оденсе[англ.][4][5]

## Описание, отзывы и критика
По мнению Вадима Курчевского, по сравнению с предшествующими режиссёрскими работами Соколова, пересказ сюжета фильма «Рыбья упряжка» занимает значительно меньше времени при том, что сама лента гораздо продолжительнее. Сама лента основана на фольклорных сказках народов Севера в обработке Г. Снегирёва и В. Глоцера и состоит из трёх, заметно различающихся по замыслу и форме, историй. Сказка про Ворона Кутха, поймавшего много рыб и уговорившего глупых горбуш везти его домой в чум, показана в стиле народных потешек. Сказка о букашке-путешественнице, где главной мыслью является любовь к широкому понятию «дом», является трогательной притчей. Персонаж третьей сказки — Улитка, желавшая вернуть людям потерянные амулеты, получила тёплый приём и понимание только в одном чуме, где жили старик и мальчик.
По мнению Натальи Кривули, фильм «Рыбья упряжка» «ориентирован» на массового зрителя. Ему характерно повествовательное начало, ввиду ориентированности на фольклорность языка. Его художественная структура нарушена разнородными элементами игрового характера. В отличие от большей части фильмов пародийно-иронической направленности, при конструировании структуры художественного образа фильма «Рыбья упряжка» отсутствовала необходимость полного приведения повторяющихся структурных модулей ввиду известности повторяемой информации, что привело к их сокращению. Вместе с тем, эти повторяющиеся модули были необходимы для организации внешней структуры фильма. Они позволили, с одной стороны, замкнуть и ограничить временные границы фильма, с другой — показать его незавершённым и движущимся. Основанность на фольклорных формах дала фильму «Рыбья упряжка» пространственную структуру, близкую к игровой, архетипической, фольклорно-мифологической. Чётко обозначены границы между видами пространства. В то же время, персонажи могут менять своё местонахождение, легко адаптируясь к перемене среды. Пространства, при этом, могут менять полярность «свой-чужой». Подобные смены могут разрушать устойчивые связи.
По мнению Солтани Сейда Хассана, опыт работы Соколова с фольклорным материалом народов Севера, лёгшим в основу трёх различающихся по форме и главной идее историй фильма «Рыбья упряжка», в будущем благотворно отразился на экранизации библейских преданий в фильме 2000 года «Чудотворец».
По мнению Геннадия Смолянова, талантливая работа объёмной мультипликации — лента Соколова «Рыбья упряжка» стала популярной в стране. Взрослым зрителям запомнились использованные в фильме гротесковые куклы.
По мнению Оробинской Д. С., все мультфильмы сборника 1982 года «Рыбья упряжка» являются кукольными, сосредоточены на ительменских и эскимосских сказках. Их отличительной чертой является выполненность в оттенках сепии.
Состоит из трёх сюжетов, два из которых сняты по ительменским сказкам «Улитка» и «Ворон Кутх», а один — по эскимосской сказке «Букашка-путешественница».